# Rendy Siregar
Rendy Siregar (sinh ngày 14 tháng 9 năm 1986 ở Jakarta) là một cầu thủ bóng đá người Indonesia thi đấu ở vị trí hậu vệ cho Madura United ở Liga 1.

## Sự nghiệp câu lạc bộ
Trước đây anh thi đấu cho Persiba Balikpapan. Vào tháng 12 năm 2014, anh ký hợp đồng với Gresik United.

## Danh hiệu
Sriwijaya
Vô địch
- Indonesian Community Shield: 2010
- Indonesian Inter Island Cup: 2010